# 이근택
이근택(李根澤, 1865년 9월 30일(음력 8월 11일) ~ 1919년 12월 7일)은 조선과 대한제국의 관료이다. 이완용, 이지용, 박제순, 권중현과 함께 을사오적 중 하나이며, 을사조약 당시 군부대신이었다. 본관은 전주이며 초명은 근용(根湧)이다.

## 생애
성종의 제11왕자 경명군의 후손이며 충청북도 충주에서 무인 집안에서 태어났다.

### 관직 생활
임오군란 때 충주로 피신한 명성황후에게 싱싱한 생선을 진상함으로써 눈에 들어 발탁된 것으로 알려져 있다. 명성황후가 환궁하면서 벼슬길에 들어섰다. 1884년 무과에 급제한 후 단천부사·길주목사 등을 지내고 충청도 수군절도사·병조참판을 역임한 후 1897년 친위연대 제3대대장으로 정부 전복을 음모하다가 제주도로 귀양갔다. 이듬해 돌아와 한성판윤·의정부 찬정 등을 거쳐 1905년 군부대신으로 있을 때 을사늑약 체결에 찬성하여 을사오적으로 지탄받았다.
1910년 한일병합조약에 협조하여 일본 정부로부터 훈1등 자작 작위를 받고 조선총독부 중추원의 고문에 임명되었다. 일제 강점기 동안 일가가 호화로운 생활을 했다.

### 을사조약과 관련된 소문
이근택이 을사조약 문서에 도장을 찍은 후 집에 귀가하여 '우리 집안은 부귀가 지금부터 크게 시작될 것이니 장차 무궁한 복과 즐거움을 누릴 것이다'라고 말하며 집안 권속들과 기뻐하였는데, 부엌일을 하는 하인이 고기를 썰다가 이것을 듣고 칼을 도마에 치며 자신이 역적에게 몸을 의탁하였다고 큰소리를 치며 뛰쳐 나갔고, 바느질하는 하인도 똑같이 꾸짖고 밖으로 나갔다고 한다.
황현의 매천야록에는 이 부엌에서 일했던 여자종이 본래 한규설의 노비였는데, 한규설의 딸이 이근택의 아들에게 시집을 올 때 따라온 교전비라고 기록되어 있다. 이에 따르면 그는 이근택이 대궐에서 돌아와 "내가 다행히도 죽음을 면했소"라고 하는 말을 듣고, 부엌에서 칼을 들고 나와 꾸짖기를 "당신이 대신까지 되었으니 나라의 은혜가 얼마나 큰데,나라가 위태로운 판국에 죽지도 못하고 도리어 내가 다행히 살아났다고 하십니까?당신은 참으로 개 돼지보다도 못합니다.내 비록 천한 종이지만 어찌 개,돼지의 종이 되고 싶겠습니까?내가 힘이 약해서 당신을 반토막으로 베지 못하는 것이 한스럽습니다"라고 말하고 옛 주인 한규설의 집으로 돌아왔다고 한다.

## 사후
2002년 발표된 친일파 708인 명단과 2008년 민족문제연구소에서 친일인명사전에 수록하기 위해 정리한 친일인명사전 수록예정자 명단에 조선귀족 작위를 받은 형 이근호와 동생 이근상, 자신의 작위를 습작한 아들 이창훈과 함께 선정되었다.
2006년 친일반민족행위진상규명위원회가 발표한 일제강점기 초기의 친일반민족행위 106인 명단을 발표했을 때도 포함되었고, 2007년 대한민국 친일반민족행위자재산조사위원회는 이근택과 이근상 소유의 토지에 대한 국가 귀속 결정을 내렸다.

## 가족 관계
- 아버지 : 이민승(李敏承)

|                       |                       |                       |                       |                       |                       |  |  |  |  |                       |                       |                       |                       |                       |                       |  |  |  |  |                       |                       |                       |                       |                       |                       |  |  |  |  |  |  |  |  |  |  |  |  |  |  |  |  |  |  |
|                       |                       |                       |                       |                       |                       |  |  |  |  |                       |                       |                       |                       |                       |                       |  |  |  |  |                       |                       |                       |                       |                       |                       |  |  |  |  |  |  |  |  |  |  |  |  |  |  |  |  |  |  |
| 이근호(남작) (李根澔) | 이근호(남작) (李根澔) | 이근호(남작) (李根澔) | 이근호(남작) (李根澔) | 이근호(남작) (李根澔) | 이근호(남작) (李根澔) |  |  |  |  | 이근택(자작) (李根澤) | 이근택(자작) (李根澤) | 이근택(자작) (李根澤) | 이근택(자작) (李根澤) | 이근택(자작) (李根澤) | 이근택(자작) (李根澤) |  |  |  |  | 이근상(남작) (李根湘) | 이근상(남작) (李根湘) | 이근상(남작) (李根湘) | 이근상(남작) (李根湘) | 이근상(남작) (李根湘) | 이근상(남작) (李根湘) |  |  |  |  |  |  |  |  |  |  |  |  |  |  |  |  |  |  |
| 이근호(남작) (李根澔) | 이근호(남작) (李根澔) | 이근호(남작) (李根澔) | 이근호(남작) (李根澔) | 이근호(남작) (李根澔) | 이근호(남작) (李根澔) |  |  |  |  | 이근택(자작) (李根澤) | 이근택(자작) (李根澤) | 이근택(자작) (李根澤) | 이근택(자작) (李根澤) | 이근택(자작) (李根澤) | 이근택(자작) (李根澤) |  |  |  |  | 이근상(남작) (李根湘) | 이근상(남작) (李根湘) | 이근상(남작) (李根湘) | 이근상(남작) (李根湘) | 이근상(남작) (李根湘) | 이근상(남작) (李根湘) |  |  |  |  |  |  |  |  |  |  |  |  |  |  |  |  |  |  |
| 이동훈 (李東薰)       | 이동훈 (李東薰)       | 이동훈 (李東薰)       | 이동훈 (李東薰)       | 이동훈 (李東薰)       | 이동훈 (李東薰)       |  |  |  |  | 이창훈 (李昌薰)       | 이창훈 (李昌薰)       | 이창훈 (李昌薰)       | 이창훈 (李昌薰)       | 이창훈 (李昌薰)       | 이창훈 (李昌薰)       |  |  |  |  | 이장훈 (李長薰)       | 이장훈 (李長薰)       | 이장훈 (李長薰)       | 이장훈 (李長薰)       | 이장훈 (李長薰)       | 이장훈 (李長薰)       |  |  |  |  |  |  |  |  |  |  |  |  |  |  |  |  |  |  |

- - 형님 : 이근호(李根澔)
    - 조카 : 이동훈(李東薰)

  - 동생 : 이근상(李根湘)
    - 조카 : 이장훈(李長薰)

  - 동생 : 이근홍(李根洪)
  - 동생 : 이근목(李根沐)
    - 아들 : 이창훈(李昌薰)
      - 손자 : 이원구(李元九)

## 참고자료
- 친일반민족행위진상규명위원회 (2006년 12월). 〈이근택〉 (PDF). 《2006년도 조사보고서 II - 친일반민족행위결정이유서》. 서울. 65~75쪽쪽. 발간등록번호 11-1560010-0000002-10. 2007년 9월 26일에 원본 문서 (PDF)에서 보존된 문서. 2007년 6월 18일에 확인함.
- 정운현 (1999년 7월 28일). 〈귀족(貴族) 또는 귀족(鬼族) - '을사오적' 이근택〉. 《나는 황국신민이로소이다》. 서울: 개마고원. ISBN 978-89-85548-46-5. |id=에 templatestyles stripmarker가 있음(위치 1) (도움말)